# Músculs tranversospinals
El múscul tranversospinals (musculi transversospinales) –o múscul transvers espinós–, és un grup de músculs de l'esquena. La seva acció combinada és la rotació i extensió de la columna vertebral. Aquests músculs són petits i tenen una acció mecànica reduïda amb relació a la seva aportació en el moviment. Aquest grup muscular inclou: 
- Músculs semiespinosos, abasten 4-6 segments vertebrals.

- Múscul semiespinós dorsal
- Múscul semiespinós cervical
- Múscul semiespinós del cap (Múscul complex major)

- Múscul multífid del raquis, abasta 2-4 segments vertebrals.
- Músculs rotatoris, que abasten 1-2 segments vertebrals.
- Músculs interespinosos.
- Músculs intertranversals.

## Imatges

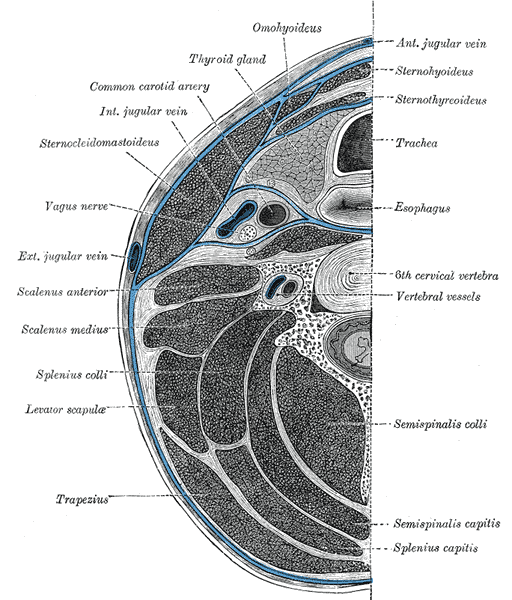
Secció del coll a nivell de C6. Es mostra la disposició de la fascia coli.